# Grêmio Catanduvense de Futebol
Grêmio Catanduvense de Futebol is een Braziliaanse voetbalclub uit Catanduva, in de deelstaat São Paulo.

## Geschiedenis
De club werd opgericht in 1999, enkele jaren na het verdwijnen van Grêmio Esportivo Catanduvense als CA Catanduvense. De club ging van start in de Série B2, de vijfde klasse van het Campeonato Paulista. Na twee middelmatige seizoenen kreeg de club de financiën niet rond en kon niet meer deelnemen aan de profcompetitie. In 2004 keerde de club onder de huidige naam terug naar de Série B2. De club slaagde er in de laatste groepsfase net niet in om te promoveren naar de Série B1, maar na dit seizoen werd de competitie hervormd. De Série B1 en B2 werden samen gevoegd tot de nieuwe Segunda Divisão, de vierde klasse waardoor de club in principe toch promoveerde. Het volgende seizoen werd de club derde. In 2006 bereikte de club de finale tegen União, die ze verloren maar waardoor ze wel promoveerden naar de Série A3.
Na één seizoen promoveerde de club al naar de Série A2. De club werd tiende in het eerste seizoen en bereikte dat jaar in de Copa Paulista de derde fase, waar ze verloren van Atlético Sorocaba. Na enkele seizoenen in de middenmoot werd de club vierde in 2011 en promoveerde zo voor het eerst naar de hoogste klasse van het Campeonato Paulista. De club werd voorlaatste en degradeerde meteen terug naar de tweede klasse.
In 2013 bereikte de club de eindronde en was tot op de laatste speeldag in de running voor promotie, maar werd uiteindelijk laatste in zijn groep. Na een plaats in de middenmoot degradeerde de club in 2015 terug naar de Série A3. In 2016 bereikte de club de tweede ronde, maar in 2017 werden ze laatste en degradeerden terug naar de Segunda Divisão.

## Bekende ex-spelers
- Dininho
- Marcelinho